# Кавтадзоглу, Лисандрос
Лисандрос Кавтадзоглу (греч. Λύσανδρος Καυταντζόγλου; 1811, Фессалоники, Османская империя, — 5 октября 1885, Афины, Греция) — известный греческий архитектор.

## Биография
С началом Греческой революции 1821 года и в ходе резни греческого населения Фессалоников в мае того же года, семья Кавтадзоглу бежала в Марсель, где Лисандрос вырос и окончил школу. По окончании школы Лисандрос учился в Риме на архитектора. Как архитектор был награждён в Италии золотой медалью за проектирование университета. В 1833 году был награждён на международном архитектурном конкурсе Миланской академии. Последовательно стал членом академий Рима, Болоньи, Пармы, Милана, Венеции, Лондона, Лиссабона. Мадрида, Вены и Филадельфии.

## Афинский Политехнический университет
В 1844 году, по приглашению греческого правительства, Кавтадзоглу возглавил только что созданный Факультет искусств в Афинском Политехническом университете, оставаясь на этой должности до 1862 года.
Одновременно он подготовил архитектурный проект нового комплекса зданий Политехнического университета, строительство которого закончилось в 1873 году.
Умер Лисандрос Кавтадзоглу в Афинах 5 октября 1885 года.

## Работы

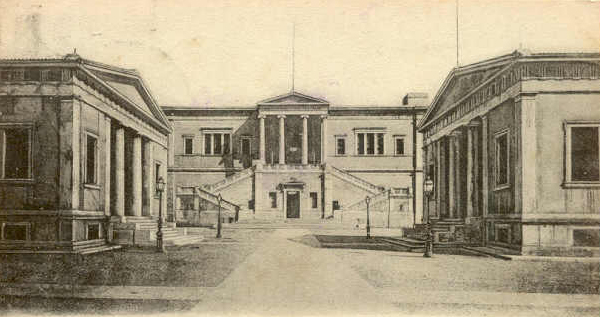
Афинский Политехнический университет

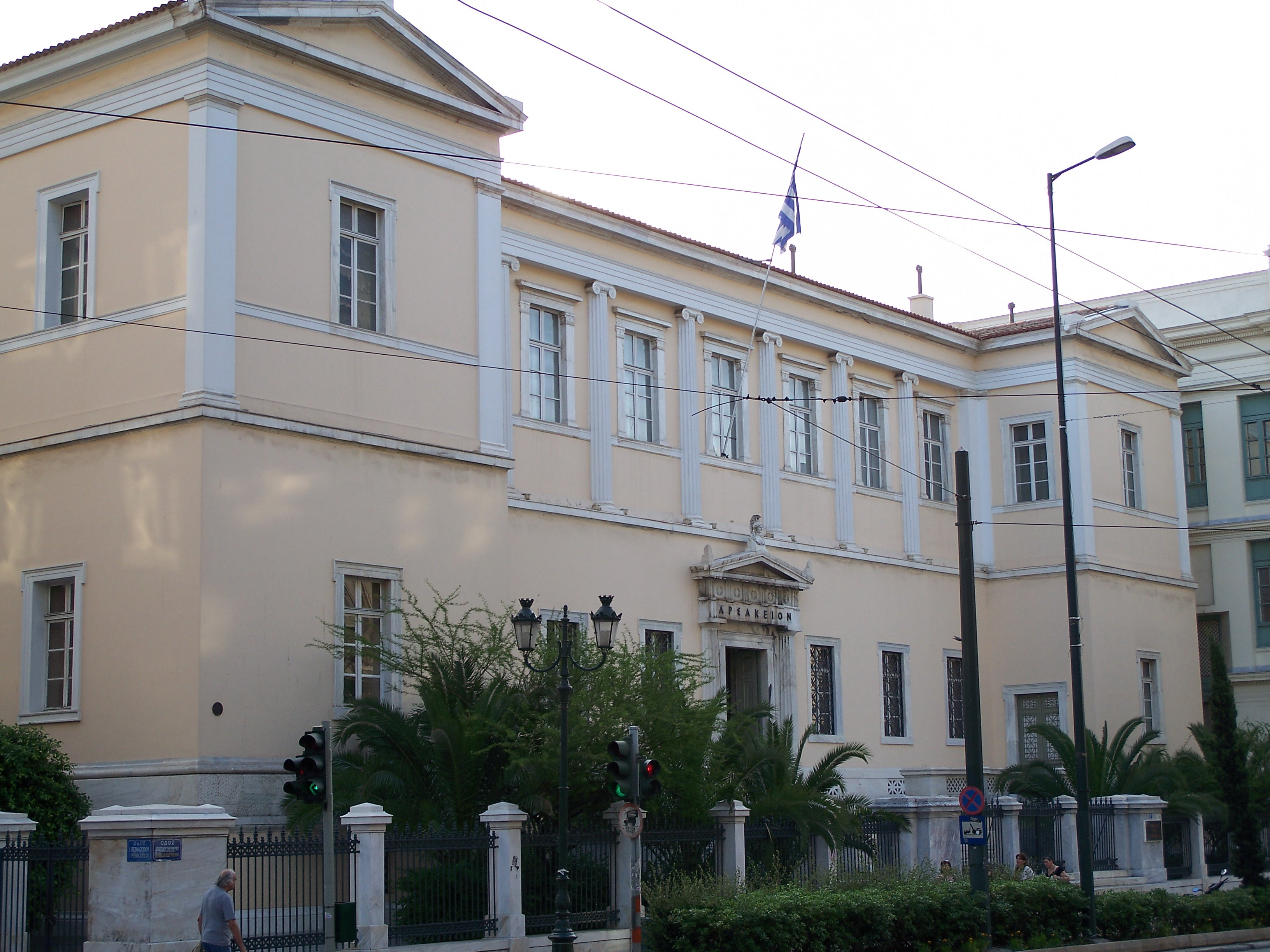
Арсакион

Кроме Политехнического университета, среди его работ в Афинах — здание Института благородных девиц — Арсакион (греч. Αρσάκειο, построено в 1846—1852 гг.) ,Университетская глазная клиника, построенная в византийском стиле в 1847—1854 гг., Храм Св. Ирины, Католический Собор Святого Дионисия Ареопагита, Храм Св. Константина, Храм Св. Дионисия, а также (старый) Храм Св. Андрея в городе Патры, более 15 частных зданий и др. Спроектированный им Всегреческий Пантеон получил приз Французской Академии изящных искусства, но проект не был осуществлён.